# El arcángel Gabriel (Zurbarán)
El Arcángel Gabriel (en francés: L'ange Gabriel) es el título de un cuadro de Francisco de Zurbarán. Probablemente pintó este retrato de gran calidad del arcángel Gabriel después de 1634. Desde 1852 se exhibe en el Musée Fabre de Montpellier.

## El Arcángel Gabriel
En el judaísmo, el cristianismo y el islam, el arcángel Gabriel cumple el papel de mensajero de Dios. El ejemplo más conocido de esto es el anuncio del nacimiento de Jesús a María en el Evangelio de Lucas. En las artes visuales, por lo tanto, casi siempre se puede ver a Gabriel en una representación de la Anunciación.  Las pinturas que representan al arcángel solo son raras. La pintura de Montpellier es el único ejemplo de ello en la obra de Zurbarán.

## Presentación
Zurbarán pintó al arcángel Gabriel como un niño que camina hacia adelante con la mirada hacia arriba. En su mano izquierda sostiene un bastón, símbolo del mensajero, con en el extremo una cruz con las letras M (de María) y AV (del Ave María, palabras con las que el arcángel saludó a María). El pintor pudo haber modelado a su Gabriel a partir de uno de los niños del coro que participaron en las fastuosas procesiones del Corpus Christi en Sevilla. La túnica del ángel, hecha de tela blanca, rosa y malva, unida por joyas de oro, está bellamente interpretada por Zurbarán. El rostro angelical, pero de ninguna manera estereotipado, rodeado de rizos dorados también tiene mucho éxito y esto hace que El Arcángel Gabriel sea un excelente ejemplo del estilo del pintor.
Al fondo se ven algunos árboles y un cielo tormentoso. Es muy probable que el cuadro de San Andrés, que tiene las mismas dimensiones y un fondo amenazador, fuera el pendant de El Arcángel Gabriel.  Esta pareja expresó el contraste entre la comprensión religiosa a través de la reflexión en el viejo Andrés y la sabiduría directamente inspirada por Dios en el joven Gabriel.

## Origen
Hay fuertes indicios de que esta pintura proviene del colegio de Santo Tomás de Sevilla. Esta escuela religiosa de los dominicos fue fundada a principios del siglo XVI por Diego de Deza, arzobispo de Sevilla. Algunas partes no eran accesibles para personas ajenas, por lo que faltan descripciones.  Durante la ocupación francesa se cerraron muchos monasterios y en 1810 el mariscal Soult tomó posesión de la obra. Después de su muerte, fue comprada por el Musée Fabre en mayo de 1852 por 1.540 francos.

## Imágenes

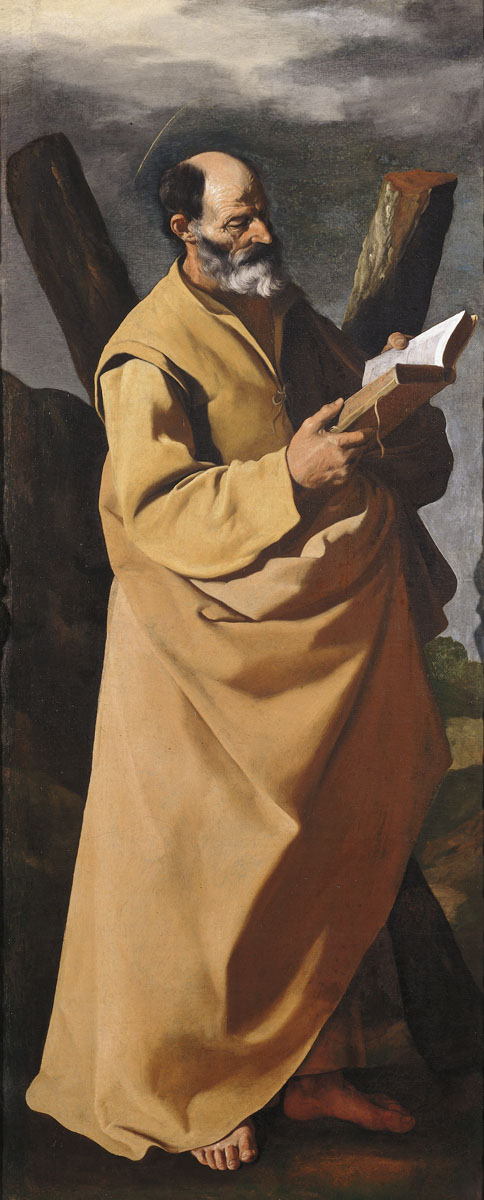
San Andrés